# تو استاتنیا نیجلا

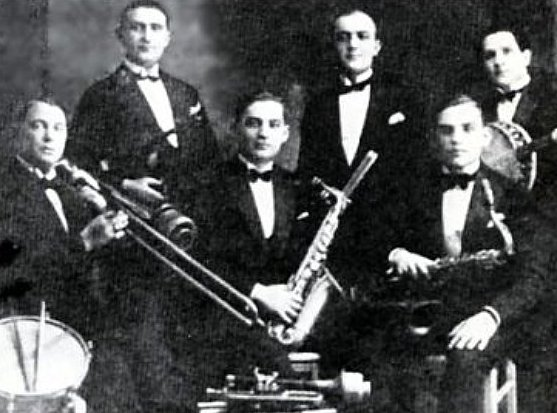
ارکستر هنریک گلد و یرژی پیترزبورسکی در دهه ۱۹۳۰. منتشر شده در لهستان در یک بروشور تبلیغاتی بدون امضا

تو اُستاتنیا نیجلا (لهستانی: To ostatnia niedziela؛ معنای لغوی در زبان لهستانی: این آخرین یکشنبه است.) یک ترانهٔ مشهور، نوستالژیک و خاطره‌انگیز لهستانی است که در سال ۱۹۳۵ میلادی بر روی شعری از زنون فریدوالت، توسط یرژی پترزبورسکی ساخته و اجرا شد.
این ترانه دربارهٔ ملاقات و رویارویی یک عاشق و معشوق، پس از شکستِ عشقی و اندکی قبل از جدایی‌شان است که به‌واسطهٔ اشعار تأمل‌براگیزش، لقب «تانگوی خودکشی» گرفته و تاکنون توسط هنرمندان بی‌شماری بازاجرا شده است که از آن جمله می‌توان به میه‌چسواو فوگ و پیوتر فرونچوسکی اشاره نمود.
علاوه بر آن، این ترانه در برخی آثار سینمایی بکار رفته است که از آن جمله می‌توان به این فیلم‌ها اشاره کرد:
- ۱۹۷۹ - «سیبریایی» اثرِ آندری کونچالوفسکی
- ۱۹۷۹ - «قصهٔ قصه‌ها» اثرِ یوری نورشتاین
- ۱۹۹۰ - «طوطی‌ای که ییدیش حرف می‌زد» اثرِ ایفریم سیویلا
- ۱۹۹۳ - «فهرست شیندلر» اثرِ استیون اسپیلبرگ
- ۱۹۹۴ - «سه رنگ: سفید» اثرِ کریشتوف کیشلوفسکی
- ۱۹۹۴ - «آفتاب‌سوخته» اثرِ نیکیتا میخالکوف

همچنین یک نسخهٔ بی‌کلام از این ترانه توسط نوازندهٔ برجستهٔ ویولن اهل لتونی، «گیدون کرمر» اجرا شده است.

## اشعار متن ترانه (نسخهٔ اصلیِ لهستانی)
| نسخهٔ اصلی                                      | ترجمه‌ها                                           | ترجمه‌ها                                         |
| لهستانی                                        | انگلیسی                                           | فارسی (با استفاده از ترجمهٔ انگلیسی)             |
| بند اول                                        | بند اول                                           | بند اول                                         |
| ---------------------------------------------- | ------------------------------------------------- | ----------------------------------------------- |
| Teraz nie pora szukać wymówek,                 | Now is not the time to search for excuses,        | اکنون وقت دلیل‌تراشی و بهانه‌آوردن نیست،          |
| Fakt, że skończyło się,                        | It's a fact that it's over,                       | حقیقت آنست که همه چیز تمام شده است،             |
| Dziś przyszedł inny, bogatszy                  | Today another, a wealthier man came,              | امروز مردی دیگر، یکی ثروتمندتر، آمد،            |
| I lepszy ode mnie,                             | Better than me                                    | بهتر از من.                                     |
| I wraz z tobą skradł szczęście me!             | And he has stolen, along with you, my happiness   | و نه تنها تو را، که خوشبختی مرا ربود!           |
| Jedną mam prośbę, może ostatnią                | I have one favour to ask, maybe it's the last one | لطفی دیگر به من کن، شاید آخرینِ آن               |
| Pierwszą od wielu lat:                         | The first one since many years:                   | و اولین تقاضا پس از سال‌ها:                      |
| Daj mi tę jedną niedzielę, ostatnią niedzielę, | Give me this one Sunday, the last Sunday          | این یکشنبه - آخرین یکشنبه را - با من باش،       |
| A potem niech wali się świat!                  | And then let the world fall apart.                | و بعد بگذار تا جهان کن‌فیکون شود!                |
| هم‌خوانی کر                                     |                                                   |                                                 |
| To ostatnia niedziela,                         | This is the last Sunday                           | این آخرین یکشنبه است،                           |
| Dzisiaj się rozstaniemy,                       | Today we break up                                 | امروز ما از هم جدا می‌شویم،                      |
| Dzisiaj się rozejdziemy                        | Today we walk away                                | یکدیگر را رها می‌کنیم و به راه خود می‌رویم        |
| Na wieczny czas.                               | Forever                                           | برای همیشه.                                     |
| To ostatnia niedziela,                         | This is the last Sunday                           | این آخرین یکشنبه است،                           |
| Więc nie żałuj jej dla mnie,                   | So don't grudge it for me                         | پس کینه و بیزاری را کنار بگذار،                 |
| Spojrzyj czule dziś na mnie                    | Look at me, tenderly                              | مهربانانه نگاهم کن                              |
| Ostatni raz.                                   | For the last time                                 | برای واپسین بار.                                |
| Będziesz jeszcze dość tych niedziel miała,     | You will have enough Sundays still                | تو هنوز یکشنبه‌های دیگری در پیش داری،            |
| A co ze mną będzie, któż to wie?               | Who knows what will happen to me                  | اما کسی چه می‌داند بر سر من چه خواهد آمد؟        |
| To ostatnia niedziela,                         | This is the last Sunday                           | این واپسین یکشنبه است،                          |
| Moje sny wymarzone,                            | My dreamed fantasies,                             | رویاهای خیالی من                                |
| Szczęście tak upragnione                       | The happiness I desired                           | آن خوشبختی و شادمانی که در پی‌اش بودم،           |
| Skończyło się!                                 | Are over                                          | همگی به پایان رسید!                             |
| بند دوم                                        |                                                   |                                                 |
| Pytasz co zrobię i dokąd pójdę.                | You ask, what will I do, where will I go          | تو می‌پرسی: کجا خواهم رفت و چه خواهم کرد؟        |
| Dokąd mam iść? Ja wiem!                        | Where should I go? I know!                        | کجا باید بروم؟ خود می‌دانم!                      |
| Dziś dla mnie jedno jest wyjście,              | There is only one solution                        | فقط یک راه باقی مانده،                          |
| Ja nie znam innego,                            | I don't know about any other                      | و چارهٔ دیگری نمی‌شناسم،                          |
| Tym wyjściem jest… no, mniejsza z tem.         | This solution is... let's not talk about that     | چاره این است:... اما بگذار درباره‌اش چیزی نگویم. |
| Jedno jest ważne, masz być szczęśliwa,         | One thing is important, you must be happy         | تنها یک چیز مهم است: خوشبختی تو                 |
| O mnie już nie troszcz się.                    | Don't worry about me anymore                      | دیگر نگرانم نباش.                               |
| Lecz zanim wszystko się skończy,               | But before all ends                               | قبل از پایان همه‌چیز،                            |
| Nim los nas rozłączy,                          | Before the destiny sets us apart                  | پیش از آنکه سرنوشت، جدایمان کند،                |
| Tę jedną niedzielę daj mnie.                   | Give me this last Sunday                          | این واپسین یکشنبه را، با من بگذران.             |
| هم‌خوانی کر                                     |                                                   |                                                 |

## اشعار متن ترانه (نسخهٔ روسی)
| نسخهٔ روسی                       | ترجمهٔ انگلیسی                    |
| هم‌خوانی کر                      | هم‌خوانی کر                       |
| ------------------------------- | -------------------------------- |
| Утомлённое солнце               | The weary sun                    |
| Нежно с морем прощалось,        | Gently parted with the sea,      |
| В этот час ты призналась,       | At this hour you declared,       |
| Что нет любви.                  | There is no love.                |
| اِستانزا                         |                                  |
| Мне немного взгрустнулось —     | I was saddened slightly -        |
| Без тоски, без печали           | Without anguish, without sorrow  |
| В этот час прозвучали           | At this hour resounded           |
| Слова твои.                     | Your words.                      |
| Расстаёмся, я не стану злиться, | As we part, I will not be angry, |
| Виноваты в этом ты и я.         | The fault lies with me and you.  |
| هم‌خوانی کر                      |                                  |